# Acraea digitata
Acraea digitata är en fjärilsart som beskrevs av Carpenter 1935. Acraea digitata ingår i släktet Acraea och familjen praktfjärilar. Inga underarter finns listade i Catalogue of Life.